# Sabanilla
Sabanilla é um município do estado do Chiapas, no México. A população do município calculada no censo 2005 era de 23.675 habitantes.